# Starčevo-Köröscultuur
De Starčevo-Köröscultuur, ook Starčevo-Körös-Crișcultuur is de naam die archeologen gegeven hebben aan een wijdverbreid complex van nauw verwante vroeg-neolithische culturen in Oost-Europa en de Balkan van tussen 6200 en 5600 v.Chr. 
Het complex is genoemd naar Starčevo, een plaats aan de noordelijke oever van de Donau, tegenover Belgrado in Servië en de Körös (Roemeens: Criș), een zijrivier van de Donau. Het vertegenwoordigt de oudste sedentaire agrarische samenleving in dat gebied, al waren jagen en verzamelen nog belangrijke middelen van bestaan.

## Ontstaan en verspreiding
Het Neolithicum heeft zich in Zuidoost-Europa later verspreid dan in het Nabije Oosten en was daar waarschijnlijk een afgeleide van. 
De oudste neolithische nederzettingen in Europa zijn die van de Sesklocultuur in Griekenland. Deze en de daaropvolgende cardiaal-impressoculturen van het Middellandse Zeegebied zijn waarschijnlijk ontstaan door verspreiding over zee.
Door een iets latere migratie over land ontstond de Starčevo-Köröscultuur. De Bosporus was aanvankelijk nog niet doorbroken en de Zwarte Zee kleiner dan tegenwoordig. Mogelijk mede als gevolg van het overstromen van grote gebieden rond de Zwarte Zee heeft het zich in eerste instantie door migratie verspreid over de Balkan en dan via de Donaucorridor richting Noordwest-Europa grotendeels door imitatie. Deze cultuur legde de basis voor de latere bandkeramische cultuur, maar werd in Servië opgevolgd door de Vinčacultuur.

## Nederzettingen
Woonplaatsen lagen bij rivieren. Kennelijk waren de huizen klein, met binnenwanden van met leem aangesmeerd vlechtwerk. Van de Köröscultuur zijn paalwoningen en gedeeltelijk ingegraven woningen bekend, maar daar is nog maar weinig onderzoek naar gedaan. Mogelijk waren de nederzettingen niet het hele jaar bewoond.
Een van de best onderzochte en beschreven nederzettingen is die van Endröd-Öregszölök. Hier zijn enkele gedeeltelijk ingegraven woningen gevonden en afvalputten met keramiek en beenderen. Het is niet duidelijk hoeveel woningen er tegelijkertijd bestonden en bewoond waren. De nederzetting kan ongeveer 500 jaar bestaan hebben, even lang als het cultuurcomplex dus.

## Keramiek
De Starčevocultuur produceerde potten, schalen en schotels, soms met een voet, flessen en grote voorraadpotten. Het keramiek was zeker in het begin grof, alleen versierd door met de vinger groeven of uitstulpingen te maken, pas later werd het ook beschilderd (wit of donker op rood). Er was een duidelijke ontwikkeling in het keramiek, die gebruikt wordt om de Starčevocultuur in perioden onder te verdelen. Het aardewerk van de Köröscultuur was meestal niet beschilderd. Opmerkelijk is dat de potten vaak op drie tot zes voetjes rustten. Er is een grote variatie in versieringen.

## Gebruiksvoorwerpen van steen en bot
De Starčevocultuur produceerde geslepen stenen schoenleestbijlen, en maakte vishaakjes en harpoenen van been. Men maakte priemen en lepels van been. Van de Köröscultuur zijn priemen, spatels en lepels van been bekend en vuurstenen pijlpunten, schrabbers en andere gereedschappen.

## Dodenritueel
Veel grafvelden zijn er tot op heden niet gevonden. Er zijn vooral hurkgraven aangetroffen. Bij de Köröscultuur bevonden deze zich meest in de nederzettingen en bevatten veel grafgiften, die bij de graven uit de Starčevocultuur veelal ontbreken.